# Kivijärvi (sjö i Finland, Lappland, lat 66,50, long 26,77)
Kivijärvi är en sjö i Finland. Den ligger i kommunen Rovaniemi i landskapet Lappland, i den norra delen av landet, 700 km norr om huvudstaden Helsingfors. Kivijärvi ligger 169,3 meter över havet. Den är 2,9 meter djup. Arean är 1,05 kvadratkilometer och strandlinjen är 9,45 kilometer lång. Sjön  ingår i Kemi älvs huvudavrinningsområde.   Den ligger vid sjön Viipua. 
I övrigt finns följande vid Kivijärvi:
- Iso-Hera (en sjö)
- Viipua (en sjö)